# Santa Cruz (portugalská farnost)
Santa Cruz je farnost na portugalském ostrově Madeira, která se nachází na jihovýchodě ostrova. Farnost leží v okrese Santa Cruz. Podle dat z roku 2011 zde žilo 7 224 stálých obyvatel. Od roku 1960 počet obyvatel žijících ve farnosti postupně pomalu klesal, ale v 0. létech 21. st. přibylo přes 1 000 obyvatel. Santa Cruz byla založena již v 15. st., kdy začalo osídlování Madeiry.

## Ekonomika

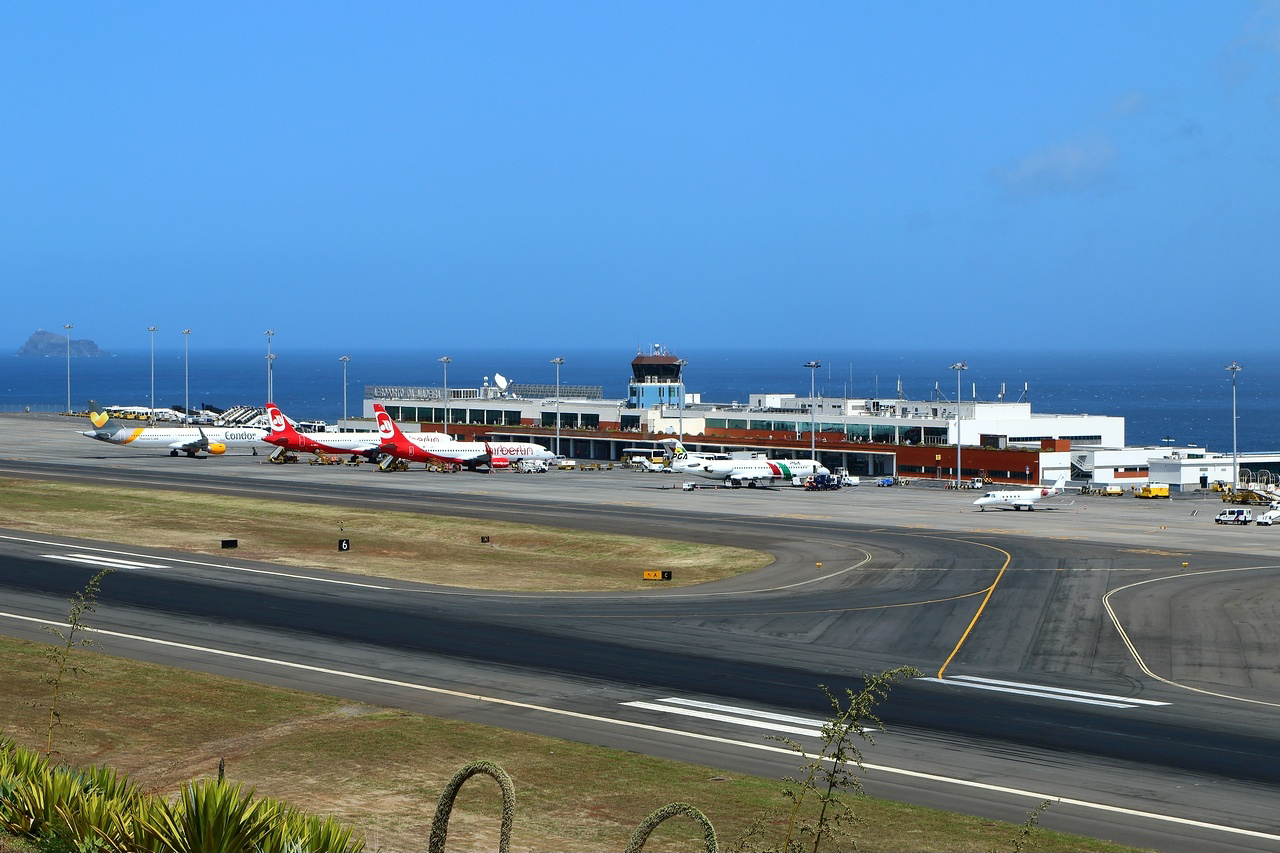
Pohled na přistávací dráhu letiště

Santa Cruz je s hlavním městem Madeiry Funchalem a farností Caniçal spojena dálnicí Via Rápida 1. Většina obyvatel pracuje v terciárním sektoru (sektor služeb) a zbytek pracuje v primárním sektoru (zemědělství). Nachází se zde letiště Cristiana Ronalda, které je považováno za jedno z nejnebezpečnějších na světě, a to kvůli poměrně krátké dráze, která musela být v minulosti několikrát prodloužena a častým poryvům větru, které způsobují nepříjemné turbulence.